# Double Trouble (groupe)
Double Trouble est un groupe de blues rock d'Austin, au Texas, surtout connu pour être le groupe d'accompagnement du guitariste Stevie Ray Vaughan.

## Historique
Double Trouble est créé en 1978 lorsque le groupe « Triple Threat » se retrouve soudain sans chanteur. Stevie Ray Vaughan, alors guitariste du groupe, a repris le chant et le groupe s'est désormais appelé - d'après une chanson d'Otis Rush - Double Trouble. Les autres membres sont le bassiste Jackie Newhouse et le batteur Chris « Whipper » Layton. En 1980, Tommy Shannon reprend la basse. En 1985, le claviériste Reese Wynans (ex-The Allman Brothers Band) les rejoint.
Après la mort de Vaughan en 1990, Shannon et Layton rejoignent le supergroupe de blues-rock The Arc Angels, qui sort un album en 1992. Les deux ont ensuite travaillé comme section rythmique pour des musiciens tels que W. C. Clark, Kenny Wayne Shepherd, Jimmy D. Lane et Doyle Bramhall.
En 2001, ils enregistrent toujours sous le nom de Double Trouble un nouvel album avec Doyle Bramhall, Lou Ann Barton, Reese Wynans, Jonny Lang, Willie Nelson, Dr. John et Jimmie Vaughan

## Discographie

### avec Stevie Ray Vaughan
- Texas Flood (1983)
- Couldn't Stand The Weather (1984)
- Soul to Soul (1985)
- In Step (1989)
- The Sky Is Crying (1991)
- In the Beginning (1992)

### sans Stevie Ray Vaughan
- Texas Bound (avec Nuno Mindelis) (1996)
- Been a Long Time (2001)
- It's Time (avec Jimmy D. Lane) (2004)
- Sweet Release (avec Reese Wynans) (2019)